# こもち (志摩市・菓子)
こもちは、三重県志摩市に伝わる郷土菓子の一つ。
サツマイモを煮立てて、ふかし芋を作った後、熱いうちに皮を剥き、小麦粉、砂糖、少量の塩を混ぜ臼で突いた物。突いた後に小さく分け、天日干しをする。良品は真っ白に白カビが付いた物とされ、甘みが極めて強い。